# Étienne-Émile Baulieu
Étienne-Émile Baulieu, nacido Émile Blum, (Estrasburgo, 12 de diciembre de 1926-Paris, 30 de mayo de 2025) fue un médico e investigador francés, antiguo miembro de la Resistencia, profesor honorario del Colegio de Francia y Presidente de la Academia de Ciencias de Francia entre 2003 y 2004. 

## Datos biográficos e investigación
Baulieu es miembro de la Academia Nacional de Medicina de Francia desde 2002, y de la National Academy of Sciences desde 1990, fue galardonado en 1989 con el Premio Lasker. Sus trabajos de investigación destacan en el campo de las hormonas esteroides, logrando en 1981 la puesta a punto de la anti-progesterona RU 486 (Mifepristona), conocida popularmente como píldora abortiva. Baulieu es el descubridor de los «neurosteroides», empleados en la lucha contra el envejecimiento cerebral, habiendo trabajado desde 1963, en el estudio de la DHEA.

## Obras
- Génération pilule par Étienne-Émile Baulieu, Ed. Odile Jacob (1990)
- Contraception, contrainte ou liberté ? par Étienne-Émile Baulieu, Françoise Héritier, Henri Léridon, Ed. Odile Jacob (1999)
- Longévité, tous centenaires ? par Étienne-Émile Baulieu, Ed. Platyplus Press (2003)